# Eberwin von Kransberg
Eberwin von Kransberg (Lebensdaten nicht bekannt) war ein Ritter aus der niederadeligen Familie derer von Kransberg und Burggraf von Friedberg.

## Besitz
Im Jahre 1220 wurde er von Kaiser Friedrich II. mit der Hälfte der Dörfer Wiesbach, Wernborn und Ober- und Niederholzberg beliehen. Zur Sicherung seines Besitzes begann er mit dem Bau einer Burg in Kransberg. 
Er führte in seinem Wappen einen Kranich, der dem Geschlecht und der Herrschaft Cransberg den Namen gab.

## Ämter
1220/21 war er Burggraf der Reichsburg Friedberg, 1227/28 Reichsschultheiß von Frankfurt am Main.